# Nefertiti (album de Miles Davis)
Pour les articles homonymes, voir Nefertiti.
Albums de Miles Davis
Sorcerer
(1967) Miles in the Sky
(1968)
Nefertiti est un album du Miles Davis Quintet sorti en 1968.

## Historique
Miles Davis gravera deux disques importants en l'espace de deux mois, Sorcerer et Nefertiti. Ils sont inventifs avec un recours à l'ostinato qui met particulièrement en exergue les mouvements improvisés.
C'est le quatrième album du second quintet pour Columbia. Miles Davis laisse le rôle de compositeur à ses jeunes musiciens en ne proposant aucune composition personnelle.
Il s'agit du dernier album entièrement acoustique de Miles Davis.

## Titres
| No | Titre     | Musique        | Durée |
| -- | --------- | -------------- | ----- |
| 1. | Nefertiti | Wayne Shorter  | 7:54  |
| 2. | Fall      | Wayne Shorter  | 6:38  |
| 3. | Hand Jive | Tony Williams  | 8:56  |
| 4. | Madness   | Herbie Hancock | 7:32  |
| 5. | Riot      | Herbie Hancock | 5:08  |
| 6. | Pinocchio | Wayne Shorter  | 3:05  |

L'édition CD est enrichie des titres suivants :
| No  | Titre                                    | Musique        | Durée |
| --- | ---------------------------------------- | -------------- | ----- |
| 7.  | Hand Jive (Première version alternative) | Tony Williams  | 6:51  |
| 8.  | Hand Jive (Seconde version alternative)  | Tony Williams  | 8:16  |
| 9.  | Madness (Version alternative)            | Herbie Hancock | 6:45  |
| 10. | Pinocchio (Version alternative)          | Wayne Shorter  | 5:08  |

## Musiciens
- Miles Davis (trompette)
- Wayne Shorter (saxophone ténor)
- Herbie Hancock (piano)
- Ron Carter (basse)
- Tony Williams (batterie)

Enregistré les 7 et 22 juin et le 19 juillet 1967.

## Liens
- Ressources relatives à la musique :   - Discogs
  - MusicBrainz (groupes de sorties)